# Heilig Hartkerk (Wezembeek-Oppem)

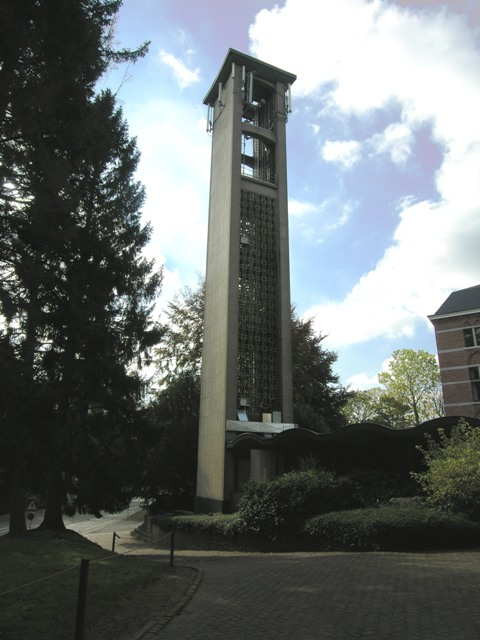
Klokkentoren

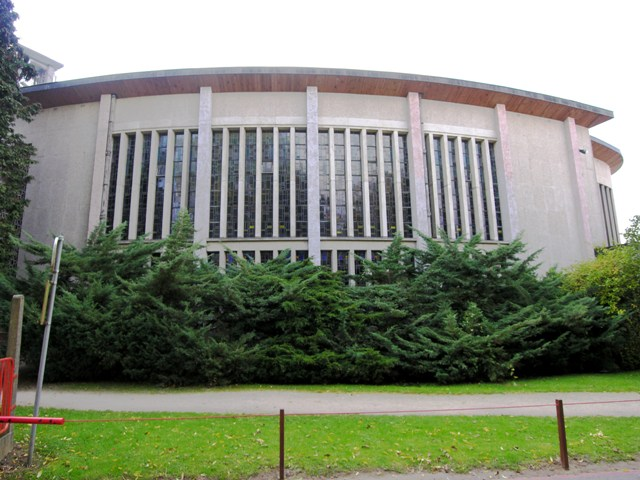
Heilig Hartkerk

De Heilig Hartkerk is een kerkgebouw in de Vlaams-Brabantse plaats Wezembeek-Oppem, gelegen aan de Albertlaan 44, nabij de grens met de gemeente Tervuren.

## Geschiedenis
De Priestercongregatie van het Heilig Hart van Jezus stichtte in 1904 een juvenaat in Tervuren. Dit werd al snel te klein en een nieuw juvenaat werd in Wezembeek-Oppem gebouwd, dat in 1908 in gebruik werd genomen. Architect was Leo Luyten. In de loop van de eerste decennia van de 20e eeuw werd het complex uitgebreid. Vanaf 1940 kreeg het de naam Heilig Hartcollege
Een kerk werd gebouwd naar ontwerp van Silvain Robert Smis. Deze werd ingewijd in 1959 en was aanvankelijk gewijd aan de Barmhartige Christus. In de daaropvolgende decennia werd de school nog uitgebreid.

## Gebouw
Het klooster- en juvenaatgebouw is een neogotisch complex dat, ondanks het feit dat het uitbreidingen kende, een homogeen en symmetrisch patroon toont.
De Heilig Hartkerk is opgetrokken als zaalkerk in modernistische stijl met gebogen wanden, uitgevoerd in blokken kiezelbeton. De kerk heeft een losstaande klokkentoren die met het gebouw verbonden is door een gebogen gaanderij.